# Sam Hofman (basketballer)
Sam Hofman (12 juli 2000) is een Belgisch basketballer.

## Carrière
Hofman speelde in de jeugd van Bavi Vilvoorde en maakte ook zijn debuut voor de club in de derde klasse voordat hij naar de Verenigde Staten trok in 2019. Hofman speelde van 2019 tot 2024 collegebasketbal voor vier verschillende ploegen, achtereenvolgend voor Detroit Mercy Titans, Salt Lake CC Bruins, Houston Christian Huskies en Temple Owls. In de NBA draft van 2024 werd hij niet gekozen en hij tekende zijn eerste profcontract bij de Belgische eersteklasser Kortrijk Spurs.

### Nationale ploeg
Hij speelde in 2018 op de Olympische Jeugdspelen in het 3x3-basketbal en won de zilveren medaille met de Belgische ploeg bestaande uit Sasha Deheneffe, Ferre Vanderhoydonck en Moussa Noterman.

## Erelijst
- Olympische Jeugdspelen 3x3:  2018